# Aconopterus strandi
Aconopterus strandi là một loài bọ cánh cứng trong họ Cerambycidae.